# Automeris janus
Automeris janus är en fjärilsart som beskrevs av Pieter Cramer 1775. Automeris janus ingår i släktet Automeris och familjen påfågelsspinnare. Inga underarter finns listade i Catalogue of Life.

## Bildgalleri

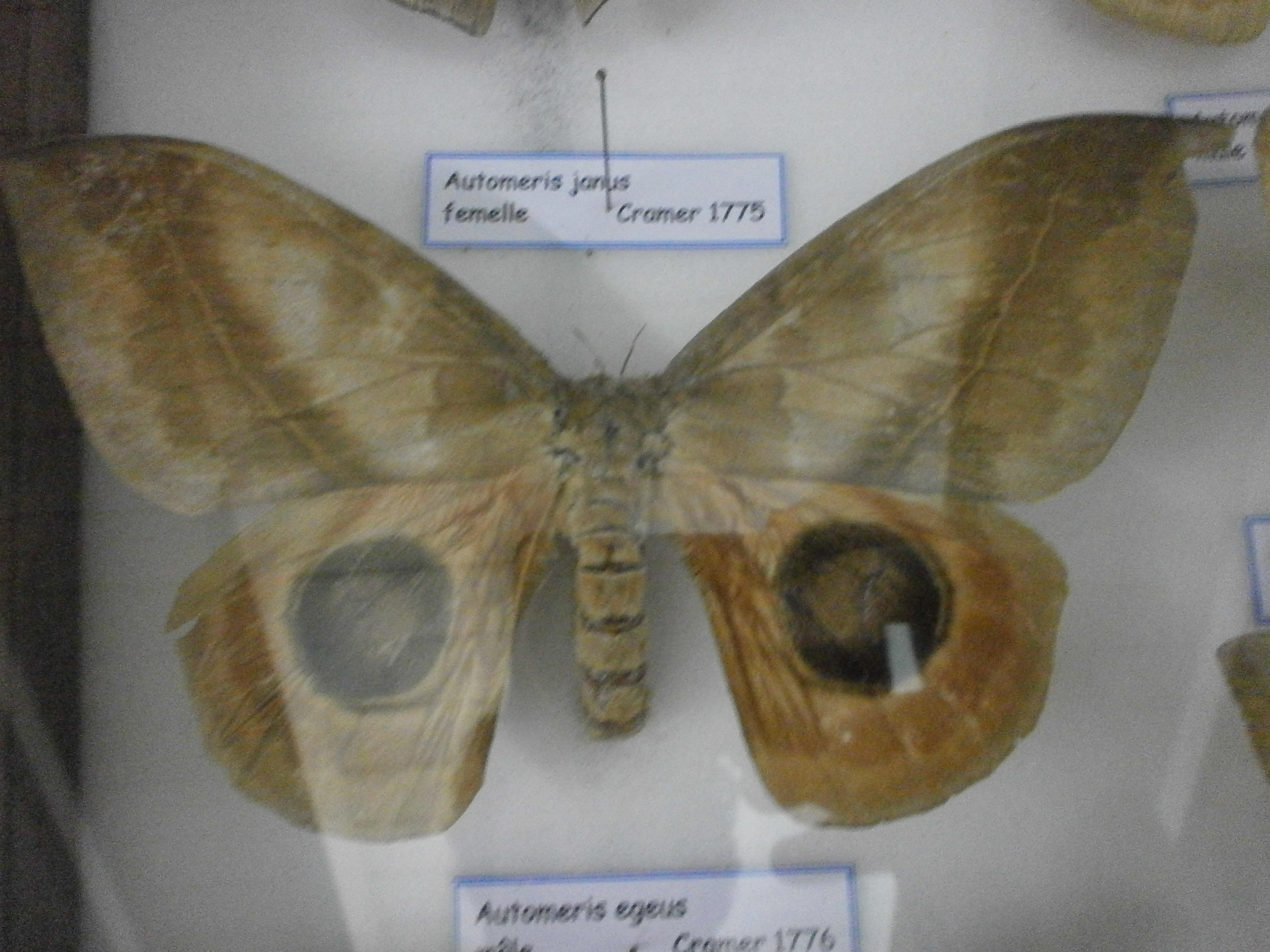
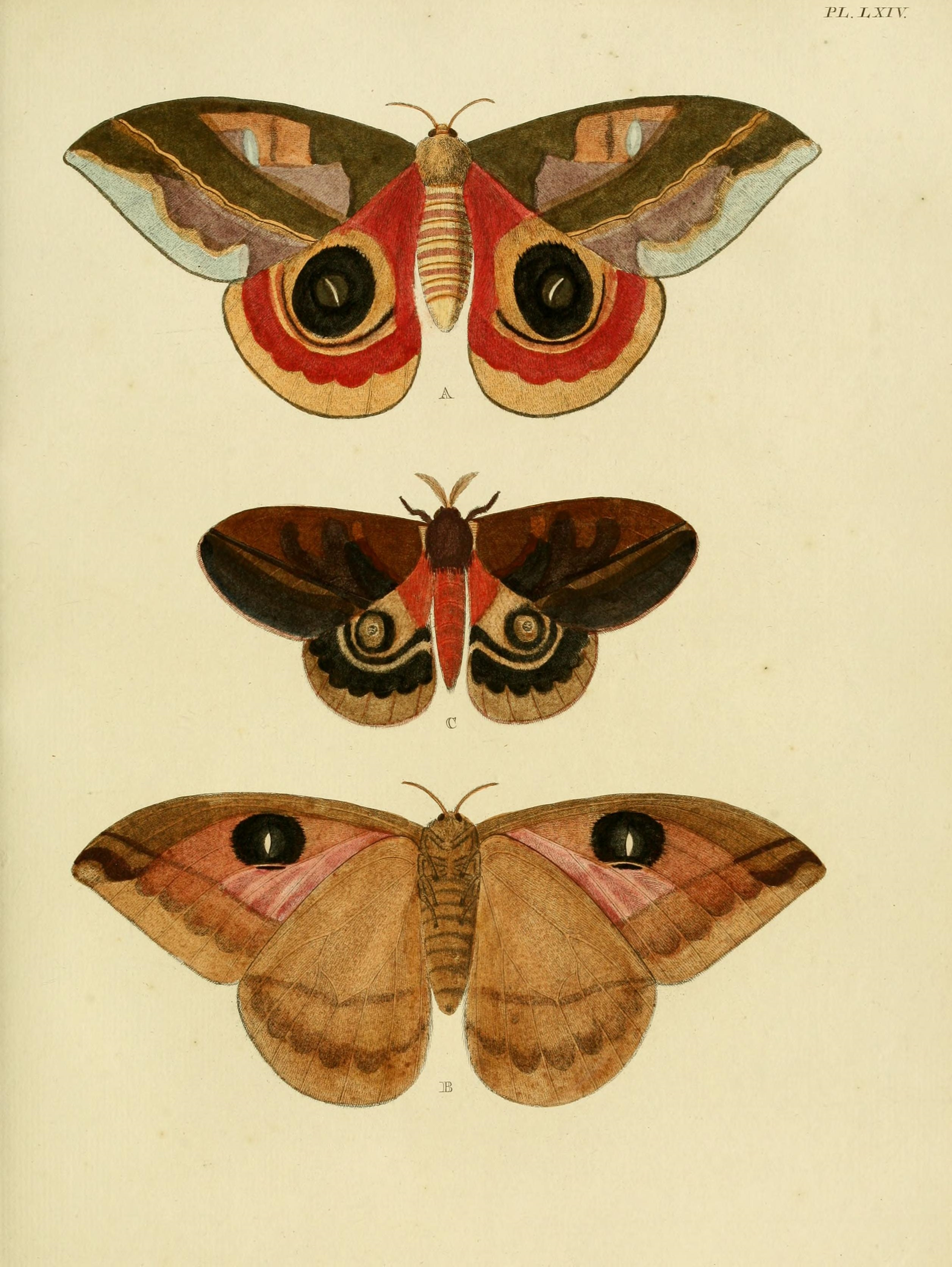